# Pombal (Carrazeda de Ansiães)
Pour les articles homonymes, voir Pombal.
Pombal est un village portugais de la municipalité de Carrazeda de Ansiães, de 16,82 km2 de superficie et 324 habitants (2011). Densité: 19.3 hab/km2.